# 連邦議会下院 (ブラジル)
連邦議会下院（れんぽうぎかいかいん、ポルトガル語: Câmara dos Deputados）は、ブラジル連邦共和国の立法機関であり、国民会議の下院である。直訳すると代議院となる。議員の任期は4年、定数は513で、比例代表制により選出される。2024年3月現在の議長は、2021年2月1日に選出されたアルトゥール・リラ議員（アラゴアス州選出、進歩党）である。

## 沿革
ブラジル連邦議会は、1824年にブラジルで初めて制定されたブラジル帝国憲法にしたがって、1826年5月6日に初めて開会された（議事日程や委員の選出を討議する予備会議は、下院の場合4月29日にすでにはじまっていた）。今日にいたるまで、これを第1議会としたうえで、帝国総会や共和国国民会議など、1824年憲法の制定以降に招集された二院制議会全てを数えている。一方で、1823年に招集され、憲法が制定される前に皇帝ペドロ1世により解散された一院制の国民会議である従前の憲法制定・立法議会はカウントしない。任期4年の新議員就任をもって、新たな議会の始まりとする。
帝国時代に、国民会議は総会と命名され、連邦議会下院と上院から構成された。任期満了前に解散されることがない限り、連邦議会下院が4年ごとに選出されるのに対して、上院議員は終身で、上院は常設機関であった。ブラジルが共和国になり連邦国家となって以降も、二院制は連邦レベルで維持されたが、議会は国民会議と名称が改められた。両院議員の任期は確定しており、任期満了前に解散することはできない。1988年に採択された現行憲法の下で、上院議員の任期は8年、下院議員の任期は4年と規定されている。
各州または連邦直轄区の選出議員数は、その人口規模に比例するが、8人を割ったり70人を超すことはない。したがって人口が最少の州は、8人を選出し、最大の州は、70人を選出する。そのため、完全に人口に比例するわけではない。
下院の選挙は4年ごとに行われ、全議席が改選される。
ブラジル帝国
- 第1議会（1826年–1829年）
- 第2議会（1830年–1833年）
- 第3議会（1834年–1837年）
- 第4議会（1838年–1841年）
- 第5議会（1842年–1844年）
- 第6議会（1845年–1847年）
- 第7議会（1848年）
- 第8議会（1849年–1852年）
- 第9議会（1853年–1856年）
- 第10議会（1857年–1860年）
- 第11議会（1861年–1863年）
- 第12議会（1864年–1866年)
- 第13議会（1867年–1868年）
- 第14議会（1869年–1872年）
- 第15議会（1872年–1875年）
- 第16議会（1876年–1877年）
- 第17議会（1878年–1881年）
- 第18議会（1882年–1884年）
- 第19議会（1885年）
- 第20議会（1886年–1889年）：ブラジルを共和国と宣言した1889年11月15日のクーデターで解散された。
- 第21議会：すでに選挙は行われていたが、共和国宣言により開会されなかった。1890年、共和国臨時政府により改めて選挙が行われた。

旧共和国
- 第21議会（1890年–1891年）：憲法制定議会（1890年-1891年）の役割を果たした。
- 第22議会（1891年–1893年）
- 第23議会（1894年–1896年）
- 第24議会（1897年–1899年）
- 第25議会（1900年–1902年）
- 第26議会（1903年–1905年）
- 第27議会（1906年–1908年）
- 第28議会（1909年–1911年）
- 第29議会（1912年–1914年）
- 第30議会（1915年–1917年）
- 第31議会（1918年–1920年）
- 第32議会（1921年–1923年）
- 第33議会（1924年–1926年）
- 第34議会（1927年–1929年）
- 第35議会（1930年）：1930年の革命後に、臨時政府により解散された。

バルガス時代
- 第36議会（1933年–1935年）：憲法制定議会（1933年–1934年）の役割を果たした。
- 第37議会（1935年–1937年）：エスタド・ノボのクーデターにより解散された。

1946年共和国下で選出された議会
- 第38議会（1946年–1950年）：全国憲法制定会議（1946年）の役割を果たした。
- 第39議会（1951年–1954年）
- 第40議会（1955年–1958年）
- 第41議会（1959年–1962年）
- 第42議会（1963年–1967年）：1964年の軍事クーデターにより設立された軍事政権下にあり、新憲法起草を委任する軍事政権布告（第4制度法AI-4）の下で憲法制定議会（1966年–1967年）の役割を果たした。憲法は脅迫されて採決された。

軍事政権下で選出された議会
- 第43議会（1967年–1970年）
- 第44議会（1971年–1975年）
- 第45議会（1975年–1979年）
- 第46議会（1979年–1983年）
- 第47議会（1983年–1987年）：連邦議会下院は、民主主義への漸進的な復帰の過程で選出された。この議会では、最後の軍政大統領が選挙人団により依然間接的に選出された最初の文民政権に権力を移譲した。しかし1985年の選挙人団は、脅迫を受けずに投票し、野党候補を大統領と副大統領に選出した。

文民政権復帰後に選出された議会（「新共和国」）
- 第48議会（1987年–1991年）：全国憲法制定議会（1987年–1988年）の役割を果たした。
- 第49議会（1991年–1995年）
- 第50議会（1995年–1999年）
- 第51議会（1999年–2003年）
- 第52議会（2003年–2007年）
- 第53議会（2007年–2011年）
- 第54議会（2011年–2015年）
- 第55議会（2015年–2019年）
- 第56議会（2019年–2023年）
- 第57議会（2023年-）

## 各州の議席数
各州の議席数は、ブラジル地勢・統計研究所が10年ごとに実施する国勢調査の結果によって割り当てられるが、最低で8名、最高で70名という制限がある。したがって、議員1名あたりの人口は全国平均で36万2013人であるが、例えば人口の少ないロライマ州のそれは5万1000人であるなど、一票の格差の問題が発生している。
| 州                         | 議席数 | 定数比 | 人口 （2010年国勢調査） | 人口比 | 議員1名あたりの人口 | 完全比例制の場合の議席数 | 差  |
| -------------------------- | ------ | ------ | ----------------------- | ------ | ------------------- | ------------------------ | --- |
| サンパウロ州               | 70     | 13.6%  | 39,924,091              | 21.5%  | 570,344             | 110                      | -40 |
| ミナスジェライス州         | 53     | 10.3%  | 19,159,260              | 10.3%  | 361,495             | 53                       | 0   |
| リオデジャネイロ           | 46     | 9%     | 15,180,636              | 8.2%   | 330,014             | 42                       | +4  |
| バイーア州                 | 39     | 7.6%   | 13,633,969              | 7.3%   | 349,589             | 38                       | +1  |
| リオグランデ・ド・スル州   | 31     | 6%     | 10,576,758              | 5.7%   | 341,186             | 29                       | +2  |
| パラナ州                   | 30     | 5.8%   | 10,226,737              | 5.5%   | 340,891             | 28                       | +2  |
| ペルナンブーコ州           | 25     | 4.9%   | 8,541,250               | 4.6%   | 341,650             | 24                       | +1  |
| セアラー州                 | 22     | 4.3%   | 8,450,527               | 4.4%   | 371,822             | 23                       | -1  |
| マラニョン州               | 18     | 3.5%   | 6,424,340               | 3.5%   | 356,908             | 18                       | 0   |
| ゴイアス州                 | 17     | 3.3%   | 5,849,105               | 3.1%   | 344,065             | 16                       | +1  |
| パラー州                   | 17     | 3.3%   | 7,443,904               | 4%     | 437,877             | 21                       | -4  |
| サンタカタリーナ州         | 16     | 3.1%   | 6,178,603               | 3.3%   | 386,163             | 17                       | -1  |
| パライバ州                 | 12     | 2.3%   | 3,753,633               | 2%     | 312,803             | 10                       | +2  |
| エスピリトサント州         | 10     | 1.9%   | 3,392,775               | 1.8%   | 339,278             | 9                        | +1  |
| ピアウイ州                 | 10     | 1.9%   | 3,086,448               | 1.7%   | 308,645             | 9                        | +1  |
| アラゴアス州               | 9      | 1.7%   | 3,093,994               | 1.7%   | 343,777             | 9                        | 0   |
| アクレ州                   | 8      | 1.6%   | 707,125                 | 0.4%   | 88,391              | 2                        | +6  |
| アマゾナス州               | 8      | 1.6%   | 3,350,773               | 1.8%   | 418,847             | 9                        | -1  |
| アマパー州                 | 8      | 1.6%   | 648,553                 | 0.3%   | 81,069              | 2                        | +6  |
| ブラジリア連邦直轄区       | 8      | 1.6%   | 2,469,489               | 1.3%   | 308,686             | 7                        | +1  |
| マットグロッソ・ド・スル州 | 8      | 1.6%   | 2,404,256               | 1.3%   | 300,532             | 7                        | +1  |
| マットグロッソ州           | 8      | 1.6%   | 2,954,625               | 1.6%   | 369,328             | 8                        | 0   |
| リオグランデ・ド・ノルテ州 | 8      | 1.6%   | 3,121,451               | 1.7%   | 390,181             | 9                        | -1  |
| ロンドニア州               | 8      | 1.6%   | 1,535,625               | 0.8%   | 191,953             | 4                        | +4  |
| ロライマ州                 | 8      | 1.6%   | 425,398                 | 0.2%   | 53,175              | 1                        | +7  |
| セルジペ州                 | 8      | 1.6%   | 2,036,227               | 1.1%   | 254,528             | 6                        | +2  |
| トカンティンス州           | 8      | 1.6%   | 1,373,551               | 0.7%   | 171,694             | 4                        | +4  |
| 合計                       | 513    | 100%   | 185,712,713             | 100%   | 362,013（全国平均） | 514                      | +1  |

## 会派
| 名称               | 代表                                   | 議席数 | 議席数 |
| ------------------ | -------------------------------------- | ------ | ------ |
| 自由党             | アルティネウ・コルテス                 | 96     |        |
| 希望のブラジル連合 | オダイル・クーニャ                     | 81     |        |
| ウニオン・ブラジル | エルマール・ナシメント                 | 59     |        |
| 進歩党             | ルイス・テイシェイラ・ジュニオール     | 50     |        |
| ブラジル民主運動党 | イズナルド・ブリョンイス・ジュニオール | 44     |        |
| 社会民主党         | アントニオ・ブリト                     | 43     |        |
| 共和党             | ウーゴ・モッタ                         | 40     |        |
| 前進あるのみ連合   | アドルフォ・ビアーナ                   | 18     |        |
| 民主労働党         | アフォンソ・モッタ                     | 18     |        |
| ポデモス           | ロメロ・ロドリゲス                     | 15     |        |
| ブラジル社会党     | ジェルバシオ・マイーア                 | 14     |        |
| PSOL-REDE連合      | エリカ・イルトン                       | 14     |        |
| アバンテ           | ルイス・ティーベ                       | 7      |        |
| 連帯               | アウレオ・リベイロ                     | 5      |        |
| 民主革新党         | フレデリコ・エスカレイラ               | 4      |        |
| 新しい党           | アドリアーナ・ベントゥーラ             | 3      |        |
| 合計               | 合計                                   | 513    |        |

### 院内総務
それぞれの職掌は下記の通り。
- 政権与党院内総務 - 閣僚が所属する政党の議員から選出され、内閣を代表して発言を行う。
- 多数党院内総務 -各与党の院内代表から選出され、通常は内閣の支持にまわる。
- 野党院内総務 - 野党の最大政党の議員から選出される。
- 少数党院内総務 - 各野党の院内代表から選出され、通常は内閣と対決する。

|          | 議員数 | 氏名                             |
| -------- | ------ | -------------------------------- |
| 政権与党 | 140    | ジョゼ・ギマランイス（労働者党） |
| 多数党   |        | アギナルド・リベイロ（進歩党）   |
| 野党     | 117    | カルロス・ジョルディ（自由党）   |
| 少数党   |        | ビア・キシス（自由党）           |

## 組織

### 役員
- 議長：アルトゥール・リラ（英語版）（進歩党、アラゴアス州選出）
- 第一副議長：マルコス・ペレイラ（英語版）（共和党、サンパウロ州選出）
- 第二副議長：ソステネス・カバルカンテ（英語版）（自由党、リオデジャネイロ州選出）
- 第一書記：ルシアーノ・ビバル（英語版）（ウニオン・ブラジル、ペルナンブコ州選出）
- 第二書記：マリア・ド・ロザリオ（英語版）（労働者党、リオグランデドスル州選出）
- 第三書記：ジュリオ・セザル（社会民主党、ピアウイ州選出）
- 第四書記：ルシオ・モスキーニ（ブラジル民主運動党、ロンドニア州選出）
- 第一代理記録官：ジルベルト・ナシメント（英語版）（社会民主党、サンパウロ州選出）
- 第二代理記録官：ポンペオ・デ・マットス（民主労働党、リオグランデドスル州選出）
- 第三代理記録官：ベート・ペレイラ（ブラジル社会民主党、マットグロッソ・ド・スル州選出）
- 第四代理記録官：アンドレ・フェレイラ（自由党、ペルナンブコ州選出）

### 常任委員会
各委員会における委員長職の割り振りは、2012年3月6日に政党間で行われた。議長のマルコ・マイアは、割り振りは最新の選挙結果をふまえて行わなければならないとしたため、最大会派の労働者党とブラジル民主運動党がそれぞれ3つの委員長職を得た（PTが最初にポストを選択した）。最大野党の民主党とブラジル社会民主党は、それぞれ2つの委員長職を得た。一方、この裁定で最大の損害を被った社会民主党は、これを覆そうと最高裁判所（STF）に出訴した。
各委員会および委員長は下記の通り。
| 委員会                             | 委員長（政党）                  | 州                       | サイト | 連絡先 |
| ---------------------------------- | ------------------------------- | ------------------------ | ------ | ------ |
| 農業・家畜・農村発展・供給委員会   | セールジオ・ソウサ（MDB）       | パラナ州                 | リンク | 連絡先 |
| アマゾン・国民融和・地域発展委員会 | バラダレス・フィロ（PSB）       | セルジペ州               | リンク | 連絡先 |
| 科学技術・通信・情報委員会         | パウロ・マサランエス（PSD）     | バイーア州               | リンク | 連絡先 |
| 憲法・司法・市民権委員会           | ロドリゴ・パチェコ（MDB）       | ミナスジェライス州       | リンク | 連絡先 |
| 消費者保護委員会                   | ロドリゴ・マルティンス（PSB）   | ピアウイ州               | リンク | 連絡先 |
| 経済発展・商工業委員会             | ルカス・ベルジリオ（SD）        | ゴイアス州               | リンク | 連絡先 |
| 都市開発委員会                     | ジバルド・ビエイラ（PT）        | エスピリトサント州       | リンク | 連絡先 |
| 人権・少数民族委員会               | Paulão do PT（PT）              | アラゴアス州             | リンク | 連絡先 |
| 教育委員会                         | カイオ・ナールシオ（PSDB）      | ミナスジェライス州       | リンク | 連絡先 |
| 文化委員会                         | ティアゴ・ペイゾト（PSD）       | ゴイアス州               | リンク | 連絡先 |
| 金融税制委員会                     | コバティ・フィロ（PP）          | リオグランデ・ド・スル州 | リンク | 連絡先 |
| 金融監督・管理委員会               | ウィルソン・フィロ（PTB）       | パライバ州               | リンク | 連絡先 |
| 関連法委員会                       | ファービア・モライス（PDT）     | ゴイアス州               | リンク | 連絡先 |
| 環境および持続可能な開発委員会     | ニルト・タト（PT）              | サンパウロ州             | リンク | 連絡先 |
| 炭鉱・エネルギー委員会             | ジョナタン・デ・ジェスス（PRB） | ロライマ州               | リンク | 連絡先 |
| 外交国防委員会                     | ブルナ・フルラン（PSDB）        | サンパウロ州             | リンク | 連絡先 |
| 公共の安全・組織犯罪対策委員会     | カピタン・アウグスト（PR）      | サンパウロ州             | リンク | 連絡先 |
| 社会保障・家族委員会               | イラン・コンサルベス（PP）      | ロライマ州               | リンク | 連絡先 |
| 労働・公共サービス・行政委員会     | オルランド・シルバ（PCdoB）     | サンパウロ州             | リンク | 連絡先 |
| 観光委員会                         | パウロ・アジ（DEM）             | バイーア州               | リンク | 連絡先 |
| スポーツ委員会                     | エセキエル・テイゼイラ（PODE）  | リオデジャネイロ州       | リンク | 連絡先 |
| 道路交通委員会                     | アルティネウ・コルテス（MDB）   | リオデジャネイロ州       | リンク | 連絡先 |
| 女性の権利擁護委員会               | シェーリダン（PSDB）            | ロライマ州               | リンク | リンク |
| 高齢者の権利擁護委員会             | ジルベルト・ナシメント（PSC）   | サンパウロ州             | リンク | リンク |
| 障害者擁護委員会                   | カボ・サビノ（PR）              | セアラー州               | リンク | リンク |